# Neper
Il neper, simbolo Np, è una unità di misura non-SI (il cui uso è però accettato all'interno del Sistema Internazionale) usata per esprimere un rapporto fra due grandezze dello stesso tipo. Il neper è utile quando si devono confrontare valori molto diversi fra loro, poiché sfruttando la scala logaritmica l'estensione dei valori è minore. Il nome deriva da John Napier, l'inventore dei logaritmi.
Il valore di un rapporto espresso in neper è dato da:
{\displaystyle L=\log _{e}{\frac {x_{1}}{x_{2}}}=\ln {\frac {x_{1}}{x_{2}}}=\ln x_{1}-\ln x_{2}}
dove x1 e x2 sono i valori di interesse, e ln è il logaritmo naturale ovvero in base e, dove e indica il numero di Nepero e vale circa 2,718 281 828 46...
Per la conversione dal neper al decibel si usano le proprietà dei logaritmi:
{\displaystyle 1\ {\mbox{Np}}={\frac {20}{\ln 10}}\ {\mbox{dB}}\approx 8{,}686\ {\mbox{dB}}}
Il neper è spesso usato in elettronica per esprimere rapporti di tensioni, correnti elettriche o potenze.